# Thomas Albus (Organist)
Thomas Albus (* 1964 in Nürnberg) ist ein deutscher Organist, Komponist und Musikpädagoge.

## Leben und Werk
Thomas Albus studierte 1984–1988 an der Fachakademie für evangelische Kirchenmusik in Bayreuth und 1988–1994 an der Musikhochschule Würzburg die Studiengänge Kirchenmusik A (Orgel bei Gerhard Weinberger) und Musiktheorie (bei Zsolt Gárdonyi). Ab 1992 bis 1996 war er kirchenmusikalischer Assistent von Kirchenmusikdirektor Christian Kabitz an der St.-Johannis-Kirche in Würzburg. Nach dem Studium wurde er als Dozent an die Musikhochschule Würzburg berufen, wo er von 1994 bis 1998 wirkte. Zeitgleich war er ab 1994 Dozent an der Bayreuther Fachakademie für evangelische Kirchenmusik. Als daraus im Jahr 2000 die Hochschule für evangelische Kirchenmusik Bayreuth entstand, wurde er zum Professor für Tonsatz und Gehörbildung berufen.
Bis heute hat Thomas Albus eine Professur für Orgel und Komposition an der Hochschule für evangelische Kirchenmusik Bayreuth inne. Von 2011 bis 2019 wirkte er als Rektor dieser Hochschule und bis 2023 als Prorektor. 2021 wurde Thomas Albus zum 1. Vorsitzenden des Arbeitskreises für evangelische Kirchenmusik (AEK) / Freundeskreis der Hochschule für evangelische Kirchenmusik Bayreuth e. V. gewählt. Er löste damit Michael Lochner ab, der nicht mehr kandidierte.
Thomas Albus schrieb Lehrwerke für das Orgelspiel. Er komponierte Musik für Begräbnisgottesdienste ist beispielsweise in dem Notenband Meine Seele ist stille zu Gott – Orgelmusik zu Trauerfeiern, von Klaus Wedel veröffentlicht.

## Publikationen
- Hrsg. mit Hans-Jürgen Kaiser, Barbara Lange, Franz Josef Stoiber: Musiktheorie, liturgisches Orgelspiel. (= Basiswissen Kirchenmusik: Ein ökumenisches Lehr- und Lernbuch in vier Bänden mit DVD und Registerband zur Grundausbildung und Berufsbegleitung evangelischer und katholischer Kirchenmusikerinnen und Kirchenmusiker. Bd. 3). Carus Verlag, Stuttgart 2009 (Zusammen).
- Werke in: Klaus Wedel: Meine Seele ist stille zu Gott – Orgelmusik zu Trauerfeiern.